# Heinz Quirin
Karl Heinz Quirin (* 24. Juni 1913 in Leipzig; † 22. Oktober 2000 in Preetz) war ein deutscher Historiker. Quirin lehrte von 1965 bis 1980 als ordentlicher Professor für Geschichte des Mittelalters und Historische Landeskunde an der Freien Universität Berlin.

## Leben und Wirken
Der Sohn eines Kriminalbeamten verbrachte den Großteil seiner Kindheit im Haus der Großeltern mütterlicherseits im zwanzig Kilometer von Leipzig entfernten Dorf Machern. Später bekannte Quirin, dass die Erfahrungen in der bäuerlichen Welt prägenden Einfluss auf seine wissenschaftlichen Interessen hatten. Quirin besuchte ab 1924 das Schillergymnasium in Leipzig und erhielt dort im März 1933 das Reifezeugnis. Er studierte an der Universität Leipzig ab dem Sommersemester 1933 Geschichte, Geographie und Germanistik. Dabei wurde er besonders von Rudolf Kötzschke geprägt. Von 1934 bis 1935 wurde er zu Flussregulierungsarbeiten eingesetzt. Von 1936 bis 1937 leistete er Wehrdienst. Quirin beantragte am 23. August 1937 die Aufnahme in die NSDAP und wurde rückwirkend zum 1. Mai desselben Jahres aufgenommen (Mitgliedsnummer 4.772.945). Im August 1939 wurde er zur Wehrmacht eingezogen. Quirin geriet in britische Kriegsgefangenschaft. Im August 1945 kam er frei.
Quirin setzte sein Studium im Sommersemester 1946 an der Universität Göttingen fort. Dort wurde er 1947 mit der von Hermann Heimpel betreuten Arbeit Herrschaft und Gemeinde nach mitteldeutschen Quellen des 12.–18. Jahrhunderts promoviert. Im selben Jahr bestand er die wissenschaftliche Prüfung für das Lehramt an höheren Schulen. Seit 1947 war Quirin wissenschaftlicher Mitarbeiter der Historischen Kommission bei der Bayerischen Akademie der Wissenschaften zur Bearbeitung der Reichstagsakten aus der Zeit Friedrichs III. Im selben Jahr war er in Göttingen auch in der Lehre tätig. Im Jahr 1950 wurde er Leiter des Diplomatischen Apparats, einer seit dem Jahre 1802 bestehenden Lehrsammlung von Originalurkunden. Ein Jahr später erhielt er ein MGH-Forschungsstipendium und ging für einen Forschungsaufenthalt nach Italien. 1953 unternahm er weitere Forschungsreisen nach Italien. Quirin lehrte seit 1954 an der PH Osnabrück, zunächst als Lehrbeauftragter und seit 1955 als Dozent für Didaktik der Geschichte. In den Jahren 1957 und 1958 hatte er in Osnabrück außerdem einen Lehrauftrag für Urkundenlehre und historische Aktenkunde. Aus seiner Arbeit an den Reichstagsakten aus der Zeit Friedrichs III. in den 1950er Jahren gingen der Aufsatz Kaiser Friedrich III. in Siena für die Festschrift der Bayerischen Akademie der Wissenschaften 1958, eine Untersuchung über Markgraf Albrecht Achilles von Brandenburg-Ansbach als Politiker und seine ungedruckt gebliebene Habilitationsschrift hervor. Die Habilitation erfolgte 1963 mit der Arbeit Studien zur Reichspolitik König Friedrichs III. von den Trierer Verträgen bis zum Beginn des Süddeutschen Städtekrieges (1445–1448). Nach seiner Habilitation in Berlin war er seit 1958/59 am Friedrich-Meinecke-Institut der FU Berlin tätig. Dort war er seit November 1958 außerplanmäßiger wissenschaftlicher Rat im Beamtenverhältnis auf Lebenszeit, seit Dezember 1959 wissenschaftlicher Rat im Beamtenverhältnis auf Lebenszeit und seit 1963 Akademischer Rat. Die Freie Universität Berlin berief ihn 1965 zum ordentlichen Professor für Geschichte des Mittelalters und Historische Landeskunde. Er blieb in dieser Position bis zu seiner Emeritierung im März 1980. Seine Nachfolge trat Gerd Heinrich an. Es bildete sich jedoch keine Schule im Sinne eines Kreises von Schülern mit einem gemeinsamen Forschungsgebiet heraus. Als akademischer Lehrer betreute Quirin lediglich vier Dissertationen (Günther Bradler, Felix Escher, Eberhard Bohm, Winfried Schich). Seinen Lebensabend verbrachte er in Preetz bei Kiel. Quirin war mit einer promovierten Chemikerin verheiratet.
Im Alter von 24 Jahren legte Quirin 1937 mit einer Publikation über Panitzsch seine erste eigene wissenschaftliche Arbeit vor. Im Jahr 2001 erschien diese Arbeit in der Schriftenreihe Leipziger Land. Jahrbuch für historische Landeskunde und Kulturraumforschung als Nachdruck. Nach Meinung der Herausgeber hat er damit „eine höchst anschaulich geschriebene Heimatgeschichte“ verfasst, „die bis auf den heutigen Tag ihresgleichen im Leipziger Land sucht“. Der räumliche Schwerpunkt von Quirins Forschungsarbeit war Mitteldeutschland. Eingehend befasste er sich mit der deutsch-slawischen Siedlungsgeschichte. Quirin veröffentlichte 1950 eine Einführung in das Studium der mittelalterlichen Geschichte, die zum Standardwerk wurde und im Jahr 1991 in fünfter Auflage erschien.

## Schriften (Auswahl)
Ein Schriftenverzeichnis erschien in: Winfried Schich: Heinz Quirin (1913–2000). Von der sächsischen Heimatforschung zur Mittelalterlichen Geschichte und Historischen Landeskunde. In: Enno Bünz: 100 Jahre Landesgeschichte (1906–2006). Leipziger Leistungen, Verwicklungen und Wirkungen (= Schriften zur sächsischen Geschichte und Volkskunde. Bd. 38). Leipziger Universitäts-Verlag, Leipzig 2012, ISBN 978-3-86583-618-2, S. 317–341, hier: S. 339–341.
- Einführung in das Studium der mittelalterlichen Geschichte. Westermann, Braunschweig 1950 (5. Auflage. Steiner, Stuttgart 1991, ISBN 3-515-05867-2).
- Herrschaft und Gemeinde. Nach mitteldeutschen Quellen des 12. bis 18. Jahrhunderts (= Göttinger Bausteine zur Geschichtswissenschaft. Bd. 2). Musterschmidt, Göttingen 1952.
- Herrschaftsbildung und Kolonisation im mitteldeutschen Osten (= Nachrichten der Akademie der Wissenschaften zu Göttingen, Philologisch-Historische Klasse. 1949,4). Vandenhoeck & Ruprecht, Göttingen 1949.